# Ryszard Milewski
Ryszard Milewski (ur. 4 września 1957 w Warszawie) – polski piłkarz, obrońca. Długoletni zawodnik warszawskiej Legii. Członek Galerii Sław tego klubu.
Jest wychowankiem Legii, treningi w tym klubie rozpoczął w 1967. W lidze debiutował w sezonie 1975/1976, jednak stałe miejsce w pierwszym składzie wywalczył dopiero pod koniec dekady. Z warszawskim zespołem dwukrotnie zdobył Puchar Polski (1980, 1981). W 1985 krótko był graczem Motoru Lublin. Ostatni raz w Legii zagrał jesienią 1985, następnie był zawodnikiem Hutnika Warszawa. Później grał w Niemczech (SSG 09 Bergisch Gladbach), Szwecji (Polska IF Kopernik oraz Topkapi IK) i Stanach Zjednoczonych (AAC Eagles Chicago). 
Jako trener pracował m.in. w ŁKS-ie Łomża, Gwardii Warszawa, drugiej drużynie Polonii Warszawa oraz Koronie Góra Kalwaria.  W roku 2017 był także drugim trenerem Legionovii Legionowo.

## Kariera reprezentacyjna
W reprezentacji Polski debiutował 7 grudnia 1980 w meczu z Maltą, ostatni raz zagrał w następnym roku. Łącznie w biało-czerwonych barwach rozegrał 3 spotkania.
| l.p. | Data           | Miejsce   | Przeciwnik | Rezultat | Rozgrywki     | Grał   | Uwagi |
| ---- | -------------- | --------- | ---------- | -------- | ------------- | ------ | ----- |
| 1.   | 7 grudnia 1980 | Gżira     | Malta      | 2-0      | elim. MŚ 1982 | 77'    |       |
| 2.   | 25 marca 1981  | Bukareszt | Rumunia    | 0-2      | towarzyski    | od 46' |       |
| 3.   | 24 maja 1981   | Bydgoszcz | Irlandia   | 3-0      | towarzyski    | od 72' |       |